# Casa de José Zea y Manuel Alvadalejo
La  Casa de José Zea y Manuel Alvadalejo es un edificio de viviendas de estilo modernista del Ensanche Modernista en la ciudad española de Melilla, situado en la calle Álvaro de Bazán, 38 y forma parte del Conjunto Histórico Artístico de la Ciudad de Melilla, un Bien de Interés Cultural.

## Historia
Fue construido en la década de los 20 del siglo XX, según proyecto de Enrique Nieto, para el contratista José Zea y el empresario Manuel Alvadalejo.

## Descripción
Consta de planta baja, entreplanta y dos plantas y está construido con paredes de mampostería de piedra local y ladrillo macizo y  bovedillas de ladrillo macizo para los techos.
Su fachada principal —bastante parecida a la del edificio situado en su trasera, en la calle General Polavieja, 39— cuenta con cinco vanos en cada planta, una planta baja con arcos planos, con el central con una elegante puerta de entrada, de madera, con herrajes, que da acceso a un portal y un vestíbulo, una cancela entre ambos de madera, con cristales, con un trencadís en el zócalo y esgrafiados entre las paredes y el techo de ambos.
La entreplanta, por una medio de preciosas ménsulas da paso a la planta principal, con una balconada con balaustre y unas molduras sobre el arquitrabe de las ventanas, que ejercen de ménsula a los pequeños balconcillos de la primera planta, con rejerías, a los que se accede desde ventanas con molduras geómetricas y cabezas de mujeres en las pilastras, que flanquean y separa el edificio y cada vano desde la planta baja, llegando hasta la cornisa y terminando con los vasos de coronación.